# Kinesik
Kinesik ist eine Teildisziplin der ethologisch orientierten Kommunikationswissenschaft und untersucht im Rahmen der Gesprächsanalyse speziell das Bewegungsverhalten in seiner kommunikativen Relevanz.

## Untersuchungsgebiet (Systematik der kinesischen Displays)
Die Kinesik grenzt ihren Untersuchungsgegenstand ab vom verbalen (sprachlichen) und vom vokalen (stimmlichen) als kinesisches Kommunikationsverhalten und unterteilt dieses in:
- Motorik (Bewegungsverhalten)
  - Mimik
  - Gestik
  - Pantomimik (Körperhaltung)
- Taxis (Bewegungsausrichtung)
  - Axialorientierung (Kopf bzw. Rumpf)
  - Blickkontakte
- Haptik (Taktilkontakte)
  - Autotaktiler Kontakt (Selbstberührung)
  - Soziotaktiler Kontakt (Fremdberührung)
  - Objekttaktiler Kontakt
  - Fiktivtaktiler Kontakt (Imaginative Berührung)
- Lokomotorik (Fortbewegung)
  - Proxemik (Distanzregelung).

## Praktische Anwendungen
Ergebnisse der Kinesik können überall da praktische Nutzanwendung finden, wo es in Gesprächssituationen zur Erzielung eines bestimmten Kommunikationserfolges darauf ankommt, das eigene Bewegungsverhalten zielgerecht einzusetzen und das des Gegenübers richtig zu interpretieren. Das gilt z. B. für die Schulung für Reden und öffentliche Auftritte etwa in der Rhetorik, wo das Bewegungsverhalten schon seit der Antike unter dem Begriff „actio“ behandelt wurde, für die Schulung von Deeskalationsverhalten in sozialen oder polizeilichen Berufen oder für die Schulung von Verkäufern im Verkaufsgespräch.